# School’s In!
School’s In! – dziewiąty solowy album muzyczny amerykańskiego saksofonisty altowego Maceo Parkera nagrywany w listopadzie i grudniu 2004 w Hansahaus Studios, Bonn (Niemcy). W sesjach brał udział zespół muzyczny towarzyszący zwykle Parkerowi podczas koncertów. Gościnnie wystąpiła (grając na saksofonie altowym i śpiewając) Candy Dulfer. W jednym w utworów śpiewa też (właściwie rapuje własny tekst) syn Maceo - Corey T. Parker. Płyta została wydana 13 września 2005.

## Muzycy
- Maceo Parker – saksofon altowy, śpiew, instrumenty perkusyjne
- Ron Tooley – trąbka
- Greg Boyer – puzon
- Morris Hayes – organy Hammonda, instrumenty klawiszowe
- Bruno Speight – gitara
- Rodney "Skeet" Curtis – gitara basowa
- Jamal Thomas – perkusja
- Peter Weniger – saksofon tenorowy

- Candy Dulfer – saksofon altowy i śpiew w "What A Wonderful World"

- Corey T. Parker – śpiew w "What You Know About Funk?"
- Martha High – podkład wokalny w "What You Know About Funk?"
- Kip Blackshire – podkład wokalny w utworach 1, 4, 7, 10
- Cynthia Johnson – podkład wokalny w utworach 1, 4,10
- Sadie Hayes – podkład wokalny w utworach 1, 4

## Lista utworów
| 1.  | To Be Or Not To Be (M. Parker)                      | 5:20  |
|     |                                                     |       |
| 2.  | Basic Funk:101(M. Parker)                           | 8:44  |
|     |                                                     |       |
| 3.  | What You Know About Funk? (M. Parker sł. C. Parker) | 5:05  |
|     |                                                     |       |
| 4.  | ABC (Berry/Alphonso/Frederick)                      | 8:15  |
|     |                                                     |       |
| 5.  | Song For My Teacher (M. Parker)                     | 4:13  |
|     |                                                     |       |
| 6.  | Speed Reading (It-si-bi-ya) (M. Parker)             | 5:01  |
|     |                                                     |       |
| 7.  | What A Wonderful World (Adler/Alpert/Cooke)         | 5:45  |
|     |                                                     |       |
| 8.  | Arts & Crafts (M. Parker)                           | 3:45  |
|     |                                                     |       |
| 9.  | Advanced Funk (M. Parker)                           | 5:48  |
|     |                                                     |       |
| 10. | I’m Gonna Teach You (M. Parker)                     | 5:26  |
|     |                                                     |       |
|     |                                                     | 57:22 |
|     |                                                     |       |

## Informacje uzupełniające
- Aranżacje wszystkich utworów – Maceo Parker
- Produkcja – Maceo Parker, Joachim Becker
- Producenci wykonawczy – Joachim Becker, Natasha Maddison, Maceo Parker
- Produkcja i aranżacja podkładów wokalnych w utworach 1, 4, 7, 10 – Morris Hayes (nagrania w The Groove Lab., Chanhassen (Minnesota), Stany Zjednoczone)
- Inżynier dźwięku – Klaus Genuit
- Firma nagraniowa – BHM Productions GmbH
- Zdjęcia – Erich François
- Projekt wkładki – Joachim Oster